# 過去に存在したマツヤデンキの店舗
過去に存在したマツヤデンキの店舗（かこにそんざいしたマツヤデンキのてんぽ）は、かつてマツヤデンキとして営業していた店舗の情報を記載する。

## 凡例
- ■は「ヤマダデンキテックランド」へ転換された店舗。
- ☆は移転して現在も営業している店舗。
- 市町村名は閉店時のもの。

## 北海道地区

### 札幌市
- 札幌駅前店 札幌市中央区北3条西2丁目
- 札幌中央店 札幌市中央区南2条西1丁目北専ビル内
- 篠路店 札幌市北区篠路1条4丁目1-33
- ＤＲ麻生店 札幌市北区北39条西5丁目1-12
- 発寒店 北海道札幌市西区発寒7条9丁目4番33号
- 前田店 札幌市手稲区前田6条12丁目376-4
- 新さっぽろ店 札幌市厚別区厚別中央1条4丁目
- 厚別店 札幌市厚別区厚別西4条2-9-1 カウボーイ厚別店Ⅱ1F[3]
- 西岡店 札幌市豊平区西岡4条4丁目
- 北野店 札幌市豊平区北野3条2丁目13-65
- 元町店
2023年7月2日閉店[4]。

### 道央
- 小樽店 小樽市築港６－７
- 余市店 余市郡余市町黒川町12-29
- 岩内店 岩内郡共和町老古美79番3号
- 石狩店■ 石狩市花川南６条１丁目１０-１
- 江別店 江別市高砂町４番地
- 北広島店 北広島市中央2-1-2
- 岩見沢店 岩見沢市8条東12-25-5
- 栗山店 夕張郡栗山町桜丘1-123-9
- 苫小牧東店 苫小牧市三光町2-26
跡地はツルハドラッグ新生台店が営業していたが、2024年9月15日に閉店[5][6]。
- 苫小牧西店 苫小牧市澄川町1-2-5
閉店後隣にあった「クスリのツルハ」が売場を拡張し、ツルハドラッグ苫小牧澄川店となった[7]。
- 登別店 登別市新生町3-10-5
- 室蘭店 室蘭市中島町1-2-1
- 伊達店 伊達市梅本町55-5
- 静内店 静内郡静内町[注 1]木場町2丁目1－30
- 千歳店 千歳市住吉1-9-11[9]
2025年7月27日閉店[10]

### 道南
- 八雲店 山越郡八雲町内浦町132番地22

### 道北
- ＣＡＢ５０４店 旭川市４条通９丁目右１号
- 永山店 旭川市永山２条１６丁目５８
- 旭川マルカツ店 旭川市2条通7丁目227番地1 
フィール旭川に移転
- フィール旭川店 旭川市1条通8丁目108番地 Feeeal旭川内
- 名寄店 名寄市徳田88-6
- 士別店 士別市大通西14丁目
- 留萌店 留萌市潮静町２丁目５６
- 富良野店 富良野市緑町1-17
- 稚内店 稚内市潮見２丁目１５－３

### 道東
- 白樺通店 帯広市西２２条南３丁目１１７
- 音更店 河東郡音更町木野大通西１４丁目１－３
- 紋別店 紋別市本町３丁目２－１０
- 遠軽店 紋別郡遠軽町大通北４丁目１－４
- 北見店 北見市北進町4丁目2-39
- 網走店 網走市駒場南7-3-2
- 釧路店 釧路市桜ｹ岡4-1-4
- 星が浦店 釧路市星が浦大通2-5
- 中標津店 標津郡中標津町東15条南1-1

## 東北地区

### 岩手県
- 釜石店 釜石市上中島町1-1-33[注 2]
- みたけ店 盛岡市みたけ3-18-23
- 宮古店 宮古市宮町4-2-7
- 一関インター店 一関市赤萩字堺94-1[注 3]
- 江刺店 江刺市岩谷堂字南八日市22

### 山形県
- 南陽店 南陽市二色根74-3

### 宮城県
- 石巻ビブレ店 石巻市穀町１４番１号[注 4]
- 角田店 角田市角田扇町9-14
- 大河原店 柴田郡大河原町字新東22-10-15

## 関東地方

### 茨城県
- 古河サティ店 古河市旭町１e２e１７ 古河サティ店１Ｆ

### 埼玉県
- 入間店 入間市春日町１－３－１４
- 川口店 川口市芝下２－４－２６
- 春日部店 春日部市備後東２－１６－１
- 幸手店 幸手市中２－１３－３５
- 蓮田店 蓮田市本町4-4
- 馬込店 蓮田市馬込1647-1
- 白岡店 南埼玉郡白岡町小久喜1153-2

### 千葉県
- 佐倉店 佐倉市上座５５８－１
- 安食店 印旛郡栄町安食2169
- 館山店 館山市稲162

### 東京都
- 板橋サティ店 板橋区徳丸2丁目6番1号
- 羽村店 羽村市栄町１－１２－７
- 竹の塚店 足立区竹の塚5-17-8

## 甲信越・北陸地区

### 新潟県
- 糸魚川店 糸魚川市横町4-3-30

### 長野県
- 梓川店 南安曇郡梓川村大字倭322-1
- 広丘401店 塩尻市大字広丘野村1683
- 伊那北店 上伊那郡南箕輪村字清水田7293
- 駒ヶ根店 駒ヶ根市赤穂10517ｰ1

### 富山県
- 高岡野村店 岡市野村１２４４

### 石川県
- 小松店 小松市福乃宮町1-1
- 津幡店 河北郡津幡町太田ﾁ21-4

### 福井県
- 二の宮店 福井市二の宮2-31
- ワッセ店 福井市久喜津町55-22
- 敦賀店 敦賀市平和町10

## 東海地区

### 静岡県
- 飯田店 清水市飯田町２番３号
- 清水南店 清水市南矢部５６２番地の２
- 今の浦店 磐田郡豊田町森下25-1
- 豊田店 磐田郡豊田町森下25-1
- 竜洋店 磐田郡竜洋町金洗6862
- 宮竹店 浜松市丸塚町161-1
- 袋井店 袋井市川井990-1
- 浜松南店 浜松市向宿3-2-13
- 西伊場店 浜松市西伊場町2557-1
- 掛川店 掛川市細田205-1
- DR原島店 浜松市原島町１４７
- DR浜松店 浜松市高林５丁目６－３
- 細江店 引佐郡細江町気賀272-1

### 愛知県

#### 名古屋市
- 末盛店 名古屋市千種区末盛通３－３
- 今池店 名古屋市千種区今池５－８－１９
- 猪子石店 名古屋市名東区山の手１－１０５
- 藤ヶ丘店 名古屋市名東区明が丘１２６
- 上飯田店 名古屋市北区御成通４－３３
- 黒部店 名古屋市北区城見通2-16
- 名西店 名古屋市西区香呑町６－５６名西ｼｮｯﾋﾟﾝｸﾞｾﾝﾀｰ内
- 中村店 名古屋市中村区豊国通１－１３
- 亀島店 名古屋市中村区井深町17-15
- 栄店 名古屋市中区栄3-32-28
- 御器所店 名古屋市昭和区阿由知通５-９-２
- 新端店 名古屋市瑞穂区弥富通１－１－１
- 一番町店 名古屋市熱田区一番3-6-7
- 八熊店 名古屋市中川区八熊２－３０２
- 中島店 名古屋市中川区中島新町3-1105
- 当知店 名古屋市港区当知３丁目１２０３
- 徳重店 名古屋市緑区鶴が沢１丁目２３０４番地
- 平針店 名古屋市天白区原１－２４０５

- 守山店（名古屋市守山区守山3-10-22、2024年3月31日閉店[11]）

#### 尾張
- 春日井店 春日井市瑞穂通６－２６
- 高蔵寺店 春日井市高蔵寺町北３－１－７
- 犬山店 犬山市五郎丸字上前田５９－１
- 小牧店 小牧市応時２丁目１９４
- 瀬戸店 瀬戸市見付町７-１０
- 東郷店 愛知郡東郷町北山台5-1-9
- 尾西店 尾西市小信中島仁井北10-1
- 江南店 江南市赤童子町桜道23-1
- 妙興寺店 一宮市妙興寺1-2-8

#### 海部
- 碁目寺店 海部郡甚目寺町五位田１０２

#### 知多
- 半田店 半田市南二ッ坂町 １－６－１１
- 大府店 大府市江端町２丁目１－１
- つつじヶ丘店 知多市つつじが丘2-10-27
- 東海南店 東海市加木屋町陀々法師31-1

#### 西三河
- 安城店 安城市横山町管池９－１
- 刈谷店 刈谷市中手町2-112
- 西尾店 西尾市山下町東八幡山72-3
- 山之手店 豊田市山之手7-76
- 陣中店 豊田市陣中町2-7-7

#### 東三河
- 豊川店 豊川市牛久保町城下８９－１
- DR豊橋店 豊橋市平川本町1丁目2-15
- 岩田店 豊橋市中岩田2-2ｰ1
- 牛川店 豊橋市南牛川1-19ｰ1
- 東脇店 豊橋市東脇3-15-8
- 二川店 豊橋市大岩町字西郷内145-1
- 曙店 豊橋市曙町字南松原96-1
- 三河一宮店 宝飯郡一宮町一宮上新切495
- 田原店 渥美郡田原町大字田原字築出33-1
- 新城店 新城市杉山字建長寺19-1

### 岐阜県
- 岐阜南店 岐阜市茜部菱野１丁目１２９
- 岐阜東店 岐阜市東興町54
- 平田店 海津郡平田町今尾東区961-3
- 大垣店 大垣市築捨町4-8
- 真正店 本巣郡真正町政田高畑1273
- 関店 関市緑ｹ丘2-5-31
- そはら店 各務原市蘇原希望町4-29-1
- みのかも店 美濃加茂市蜂屋町上蜂屋4684
- 可児店 可児市下恵土字中西860-1
- 群上店 郡上郡八幡町小野6-1
- 端浪店 瑞浪市薬師町4-41
- 多治見店 多治見市金岡町1-30

### 三重県
- 松阪店 松阪市大黒田町字畔田720-5
- 伊勢店 伊勢市小木町字箕曲12
- 阿児店 志摩郡阿児町鵜方３４５５－５
- 名張店 名張市鴻之台1-188
- 伊賀上野店 上野市小田町字稲久保238-1
- 四日市店 四日市市東日野1-361ｰ5
- 鈴鹿店 鈴鹿市算所町字新開1273-3
- 桑名店 桑名市大字芳ヶ崎字八瀬ヶ谷1289

## 近畿地区

### 滋賀県
- 瀬田店 大津市大萱１－７－１７
- 近江八幡店 近江八幡市堀上町字溝先２０３－１
- 八日市店 八日市市上之町9-45
- 長浜店 長浜市八幡中山町字毘沙門７２－２
- 彦根店 彦根市平田町422-15

### 京都府
- 山科店 京都市山科区音羽野田町２４－５
- 大宮五条店 京都市下京区大宮通五条上ﾙ 南門前町468
- 洛西店 京都市西京区樫原口戸町1
- 太秦店 京都市右京区常盤一ﾉ井町7-3
- 北山店 京都市左京区松ｹ崎雲路町1-1
- 西院店 京都市右京区西院東貝川町62
- 東舞鶴店 舞鶴市富士通七条角
- 西舞鶴店 舞鶴市大手通千日角
- 福知山店 福知山市土師宮町1-98
- 丹後大宮店 中郡大宮町大宮ﾊﾞｲﾊﾟｽ通り

### 奈良県
- 奈良南店 奈良市西九条町３－１２－１４
- 生駒店 生駒市東松ケ丘１６－１９
- 桜井店 桜井市上之庄７１０－１
- 香芝店 香芝市磯壁3-51-1
- 五條店 五條市今井4-433-1
- 学園前イズミヤ店（奈良市学園中4-539-1 イズミヤ学園前店 2F、2024年5月6日閉店[12][13]）

### 和歌山県
- 吉田店 和歌山市吉田361
- 岩出店 那賀郡岩出町大町41-1
- 御坊店 御坊市湯川町財部678-4
- 有田店 有田市辻堂679-1
- 田辺店 田辺市元町1022

### 大阪府

#### 大阪市
- なんば店 中央区難波千日前１３－１０
- 日本橋店 浪速区日本橋３丁目７－２
- なんさん店 浪速区難波中２丁目２－２２
- リビング館 浪速区難波中２丁目２－１８
- 京橋店 都島区東野田町５丁目１番１６号
- 四貫島店 此花区四貫島１丁目５番１１号
- 生野店 阿倍野区天王寺町北２－１４－６　サンプラザ内
- あべのベルタ店 阿倍野区阿倍野筋３－１０－１００　あべのﾍﾞﾙﾀ２Ｆ
- 平野店 平野区瓜破２－１－６５
- 井高野店 東淀川区井高野2-1-47
- 今福店 城東区今福東１－１４－１１
- 関目店 城東区関目3-15-4
- 緑橋店 城東区東中浜6-3-10
- 鶴橋店 天王寺区舟橋町20-15
- 今里店 生野区新今里4-6-25
- 北田辺店 東住吉区駒川1-6-15
- 玉出店 西成区玉出西2-2-4[14]
- 市岡店 港区南市岡3-1-26
- あびこ店[15] 住吉区我孫子東2-6-1[16]
- 住吉店[17] 住之江区粉浜3-16-6[18]

#### 大阪市外
- 豊中店 豊中市本町２－１－５
- 旭ヶ丘店 豊中市夕日丘1-2-11
- 茨木ビブレ店 茨木市松ヶ本町８－３０　茨木ビブレ３Ｆ
- 寝屋川店 寝屋川市緑町３－５
- 枚方店 枚方市禁野本町１－２－３５
- 菱江店 東大阪市稲葉１丁目７７６番地３号
- みと店 東大阪市大蓮北1-9-1
- 藤井寺店 藤井寺市市岡２－２２６－４
- 狭山店 大阪狭山市東くみのき２－８４５
- 新金岡店 堺市蔵前町１２４１－１
- 津久野店 堺市津久野町１－２０－１
- 初芝店 堺市日置荘西町1032-5
- 堺中央店 堺市市之町東2-2-14
- 高槻店 高槻市紺屋町8-6
- 守口店 守口市土居町6-17
- 松原店 松原市阿保3-5-18
- 四條畷店 四條畷市楠公2丁目10-3[19]

### 兵庫県
- 伊丹店 伊丹市西台１－３－１６
- 岩岡店　神戸市西区岩岡町古郷1474-6[注 5]
- 逆瀬川アピア３店 宝塚市逆瀬川１丁目１３番１号逆瀬川アピア３店内
- 三田店 三田市川除１８－６
- 三田ウッディタウンサティ店 三田市けやき台1-6-2
- 西脇店 西脇市和田町２５８[注 6]
- 三木店 三木市志染町広野１丁目１０３
- 竜野店 竜野市竜野町富永３８５[注 7]
- 水道筋店 神戸市灘区水道筋4-1-20
- 西宮店 西宮市若山町11-2
- 小野店 小野市王子町字上野869-2[注 8]
- 加西店 加西市北条町横尾字池田344-1
- かいばら店 氷上郡柏原町柏原南多田ﾊﾞｲﾊﾟｽ筋
- 赤穂店 赤穂市南野中437[注 9]
- 豊岡店 豊岡市正法寺弊添通633

## 中国地区

### 鳥取県
- 倉吉店 倉吉市山根591[注 10]
- アプト店 東伯郡東伯町大字八橋371
- 米子店 米子市米原5-2-26

### 岡山県
- 岡山インター店 岡山市北区津高278-1[注 11]
- 妹尾店 岡山市南区箕島1275-1[注 12]
- 玉野店 玉野市日比1-1-13
- 真備店 倉敷市真備町川辺83-1[注 13]
- 総社店■ 総社市中央5-3-104
- 久世店 真庭郡久世町富尾字土居田291[注 14]
- 山陽店 赤磐郡山陽町下市512-1[注 15]
- 新見店■ 新見市正田字橋ノ本433-6

### 広島県
- 三原店■ 三原市城町3-10-3
- 府中店 府中市府川町156-3[注 16]
- 福山南店 福山市多治米町2-15-13[注 17]
- 熊野店 安芸郡熊野町川角585-1

### 島根県
- 松江南店 松江市浜乃木6-29-3
- 松江北店 松江市南田町133
- 三刀屋店 飯石郡三刀屋町大字下熊谷1283-1
- 出雲店 出雲市渡橋町754-1
- 斐川店 簸川郡斐川町直江町4826-1
- 浜田店 浜田市相生町3914[注 18]
- 益田店 益田市中吉田町280-2[注 19]

### 山口県
- 宇部店 755-0076 宇部市大小路3-9-26

## 四国地区

### 香川県
- 仏生山店 高松市出作町170-1[注 20]
- さぬき一宮店 高松市一宮町382-1
- 丸亀店 丸亀市田村町2丁田621-1
- 飯山店 綾歌郡飯山町東坂元250-4
- 善通寺店 善通寺市稲木町76-2[注 21]
- 国分寺店 綾歌郡国分寺町新名574-1[注 22]
- 観音寺店 観音寺市観音寺町202

### 徳島県
- かわうち店 徳島市川内町大松405-1
- 常三島店 徳島市中常三島3-14-16 ﾌｫｰｼｰｽﾞﾝ常三島
- 沖浜東店 徳島市山城西3-45
- 西加賀店 徳島市西須賀町下中須83-6
- 藍住店 板野郡藍住町東中富字朏傍示51-5
- 阿南店 阿南市学原町松ﾉ久保13-1[注 23]
- 国府店 徳島市国府町井戸字高池窪５６－７
- 鴨島店 麻植郡鴨島町中島字大止466-3
- 脇町店 美馬郡脇町大字猪尻字若宮南100-1[注 24]
- 修理マン脇町店 美馬郡脇町大字猪尻字若宮南100-1
- 鳴門店■ 鳴門市撫養町立岩字七枚50
- 池田店 三好郡池田町字マチ２１８３

### 愛媛県
- 新居浜店 新居浜市上泉町5-9
- 新居浜中央店 新居浜市田所町2-31
- 伊予三島店 伊予三島市下柏町17
- 今治店 今治市常盤町8-1-23
- 鳥生店 今治市南鳥生町2-3-47
- 西条店 西条市朔日市777-3
- 城北店 松山市東長戸4-6-31
- 松末店 松山市松末1-4-10
- 椿店 松山市北井門町11-2
- 土居田店 松山市土居田町327-1
- 伊予店 伊予市下吾川字池田929-6
- 大洲店 大洲市新谷乙426-3
- 宇和島店 宇和島市丸之内3-6-10
- 南宇和島店 南宇和郡御荘町平城3738番-1

### 高知県
- 上町店 高知市上町5-6-30
- 桟橋通り店 高知市梅ﾉ辻7-21
- 高須店 高知市高須新町1-1-43
- 須崎店 須崎市大間本町7-23
- 中村駅前店 中村市駅前町18-19[注 25]
- 宿毛店 宿毛市高妙32-16

## 九州地区

### 福岡県
- 野芥店 福岡市早良区野芥３－２５－５
- 粕屋店 粕屋郡粕屋町原町368
- 那珂川店 筑紫郡那珂川町今光4-82-2
- 古賀店 古賀市天神4-8-25[注 26]
- 福間店 宗像郡福間町中央1-1-8

### 佐賀県
- 鳥栖店 鳥栖市蔵上町247-1

### 大分県
- 下郡店 大分市下郡3474ｰ7
- 三重店 大野郡三重町大字赤嶺１０４７

### 熊本県
- 八代店 八代市横手新町14-18
- 芦北店☆ 芦北郡芦北町大字芦北2592-11
- 本渡店 本渡市本渡町大字本戸馬場園田928-1

### 宮崎県
- 宮崎店 宮崎市大字新名爪字宮田102-1

### 鹿児島県
- 山田店 鹿児島市山田町1646-3
- 頴娃店☆ 指宿郡頴娃町牧之内2805
- 指宿店 指宿市十二町566-1
- せんだい店 川内市山之口町4715-2